# آل الأسد

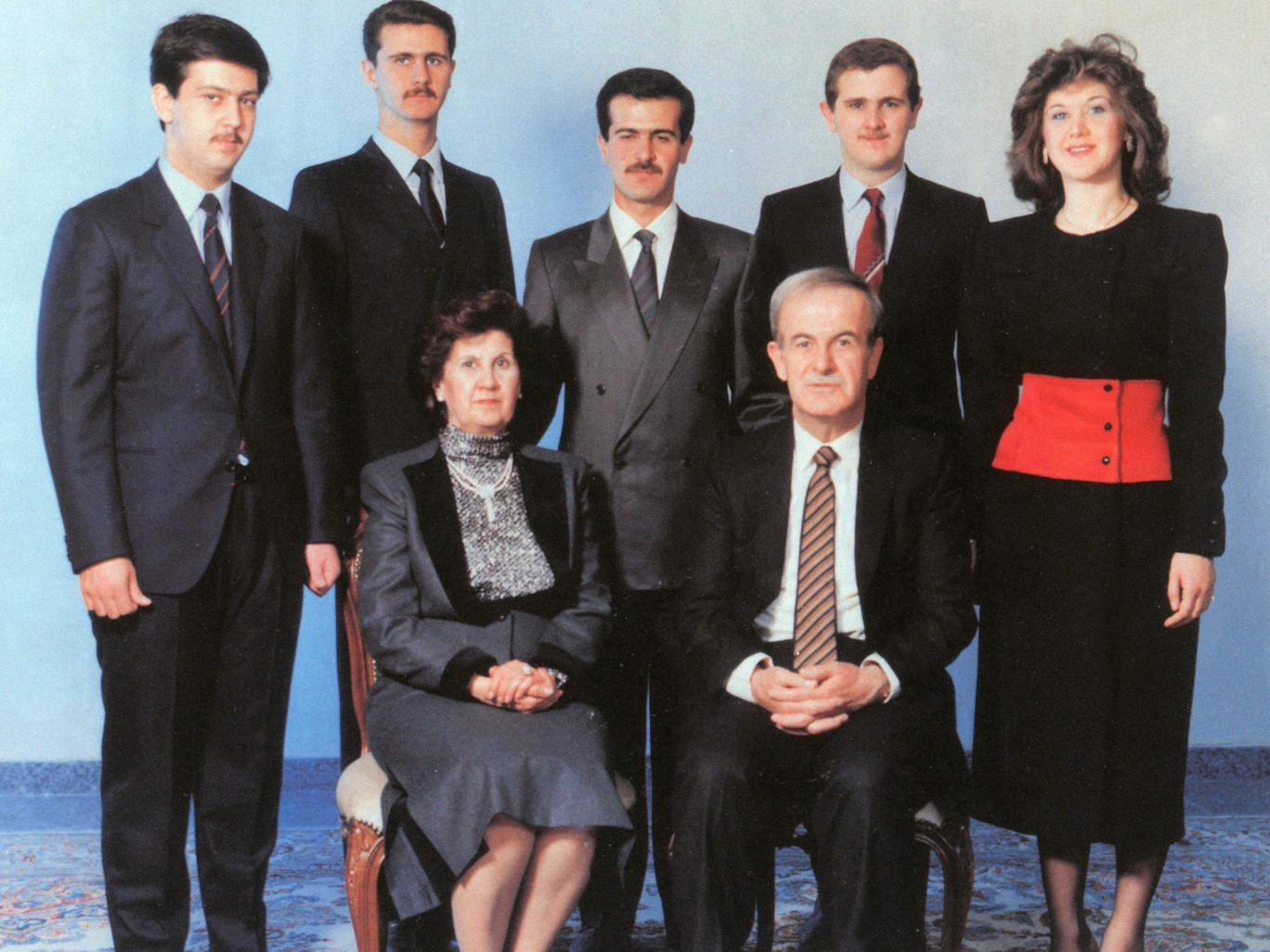
عائلة الأسد قبل عام 1994. الأمام: حافظ الأسد وزوجته أنيسة مخلوف. الخلف، من اليسار إلى اليمين: ماهر وبشار وباسل ومجد وبشرى الأسد

عائلة الأسد كانت العائلة الحاكمة في سوريا منذ أن أصبح حافظ الأسد رئيسا لسورية في عام 1971، وحتى انهيار نظام حكم العائلة للبلاد في 8 ديسمبر 2024. أنشأت العائلة منظومة حكم استبدادية شمولية، في توليفة تشبه إلى حد كبير توليفة نظام الحزب الواحد، حيث تربع حزب البعث في هرم الأحزاب السياسية بينما انطوت بقية الأحزاب تحت مظلته فيما يعرف بـ الجبهة الوطنية التقدمية. بعد وفاة حافظ في عام 2000 خلفه ابنه بشار في الحكم حتى سقوطه عام 2024.
لتكون هذه من بين محاولات توريث الحكم القليلة الناجحة مقارنة بمحاولات أخرى في أنظمة شبيهة.
عائلة الأسد في الأصل من القرداحة شرق اللاذقية في شمال غرب سورية. تنتمي العائلة إلى الأقلية العلوية وينتمي أفرادها إلى عشيرة الكلبيَّة. اسم عائلة الأسد يعود إلى عام 1927، عندما قام علي سليمان (1875-1963) بتغيير اسمه الأخير إلى الأسد، ربما يعود ذلك نظرا لمكانته الاجتماعية كوسيط ولأنشطته السياسية. جميع الأفراد المتفرعين عن عائلة الأسد هم من نسل علي سليمان وزوجته الثانية ناعسة، التي جاءت من قرية في جبال الساحل السوري.
وكان للعائلة علاقات قوية وتأثير مهم في السياسة السورية. تقلّدت العديد من أفراد الأسرة المقرَّبين من حافظ الأسد مناصب هامة في الحكومة منذ صعوده إلى السلطة وحتى انهيار الحكم.

## الأصل
تنحدر عائلة الأسد من سليمان الوحش جد حافظ الأسد، الذي عاش في الجبال شمال سوريا في قرية القرداحة. ويقال إن السكان المحليين لقّبوه بالوحش، لأنه كان قويا الجسد ومقاتلا جيدا. الوحش بقي اسم العائلة حتى العشرينات من القرن الماضي عندما تم تغييره إلى الأسد. بسبب قوة سليمان وحضوره، ويقال أنه كان يحظى بالاحترام في قريته. وقت اندلاع الحرب العالمية الأولى، أرسل الوالي العثماني لولاية حلب قوات إلى المنطقة لجمع الضرائب والمجندين. ويقال إن الجنود كانوا قد حوربوا من قبل سليمان وأصدقائه الذين كانوا مسلّحين فقط بالسيوف والبنادق القديمة. لأن سليمان كان يحظى باحترام الآخرين، كان وسيطا محليا بين العائلات المتناحرة. كما أنه كان واحدا من الزعماء المحليين الذين كانوا زعماء بحكم الأمر الواقع في المنطقة. الزعماء من الأسر قوية يوفرون الحماية لجيرانهم وفي المقابل يكسبون الولاء والاحترام.
والد حافظ الأسد علي سليمان الأسد، الذي ولد في عام 1875، ورث الكثير من خصائص والده وأصبح يحظى باحترام كبير بين السكان المحليين. وبسبب إنجازاته، كان يسمى الأسد من قبل السكان المحليين. قام بتحويل لقبه لاسم العائلة في عام 1927 عاش حتى عام 1963، وكانت فترة كافية لرؤية صعود ابنه إلى السلطة. تزوج مرتين، وخلال أكثر من ثلاثة عقود أنجب أحد عشر طفلا. كانت زوجته الأولى سعدة من منطقة الحفة. أنجب منها ثلاثة أبناء وبنتان. وكانت زوجته الثانية ناعسة، تصغره بعشرين عام. كانت ابنة عثمان عبود من قرية قطيلبا. أنجب منها ابنة وخمسة أبناء. ولد حافظ في 6 تشرين الأول 1930 وكان الطفل الرابع.

## عائلة حافظ

### حافظ الأسد

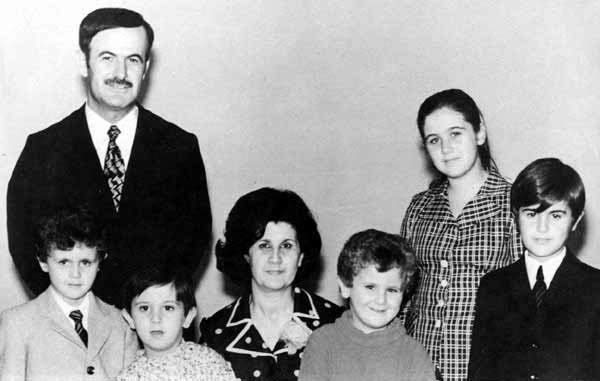
حافظ الأسد مع عائلته في أوائل السبعينات. من اليسار إلى اليمين: بشار، ماهر، أنيسة مخلوف، مجد، بشرى وباسل

- حافظ الأسد (1930–2000). رئيس سورية 1971–2000.
 أنيسة مخلوف (1930–2016)، زوجة حافظ الأسد.[11]
  - بشرى الأسد، توفيت وهي في سن الرضاعة قبل عام 1960.[12]
  - بشرى الأسد (مواليد 1960) صيدلانية، متزوجة ولديها خمسة أطفال[13] من:
 العماد آصف شوكت (1950–2012)، كان نائب رئيس هيئة أركان الجيش السوري والرئيس السابق لإدارة المخابرات العسكرية. كان قد قُتِل في 18 تموز 2012 في تفجير مبنى الأمن القومي في دمشق، خلال الثورة السورية. سافرت بعدها بشرى مع أولادها إلى أبوظبي.[12][14]
  - باسل الأسد (1962–1994)، كان المرشح الأصلي لخلافة الرئاسة، إلا أنه قتل في حادث سيارة.[15]
  - بشار الأسد (مواليد 1965)، هو رئيس سورية منذ عام 2000 وحتى 2024. قبل موت باسل كان طبيب عيون. متزوج من أسماء الأخرس (مواليد 1975) كانت تعمل قبل زواجها في مجال البنوك. لديهما ثلاث أطفال (حافظ وزين وكريم).[5]
  - مجد الأسد (1966–2009)، كان مهندس كهربائي وكان يعاني من مشاكل نفسية حادة. مات بعد معاناة طويلة مع المرض.[16][17][18] كان متزوجا من رؤى أيوب (مواليد 1976) ولم ينجبا.[19]
  - ماهر الأسد (مواليد 1967)، كان قائد الحرس الجمهوري والذي يُعرف أيضا باسم الحرس الرئاسي، وهو قائد الفرقة المدرعة الرابعة.[20] كما أنه عضو القيادة المركزية لحزب البعث ويقال أن له شخصية عدوانية ولا يمكن السيطرة عليها. متزوج من منال جدعان ولهما ابنتان.[21][22] ذكرت بعض التقارير إصابته بعجز شديد في تفجير مبنى الأمن القومي في دمشق خلال الثورة السورية.[23][24]

## أشقاء حافظ

### جميل الأسد
- جميل الأسد (1933–2004)، برلماني وقائد ميليشيا غير ذات تأثير. مهمَّش سياسيا لسنوات قبل وفاته.[5]
  - منذر الأسد (مواليد 1961)، اعتقل في عام 2005 في مطار بيروت أثناء دخوله لبنان.[5] وذكرت الأنباء أنه كان متورطا في تهريب الأسلحة إلى جماعات مسلحة في العراق.[25] في عام 2011، فرض الاتحاد الأوروبي عليه عقوبات لتورطه مع ميليشيات الشبيحة في قمع المتظاهرين أثناء الثورة السورية.[22][26]
  - فواز الأسد (1962 - 2015)، كان أول الشبيحة الحقيقيين وهو من أعطى المعنى المعروف اليوم لكلمة الشبيحة ومفهوم التشبيح وهو القيام بأعمال البلطجة.[27] كان عليه عقوبات فرضت في عام 2011 من قبل الاتحاد الأوروبي لتورطه مع ميليشيات الشبيحة في قمع الاحتجاجات خلال الثورة السورية.[25]
  - ابنة واحدة متزوجة من يعرب كنعان، والده هو: 
 غازي كنعان (1942-2005) والذي في عام 2005 خلال فترة ولايته كوزير للداخلية انتحر حسب رواية الحكومة السورية. وتنحدر عائلة كنعان من قبيلة كلبية.[28]

### رفعت الأسد

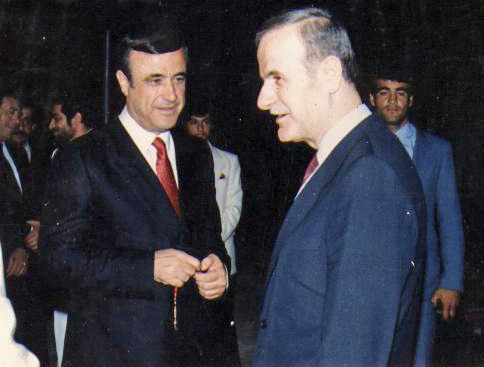
رفعت الأسد وحافظ في أوائل الثمانينات

- رفعت الأسد (مواليد 1937). سابقا مسؤول أمني قوي وقائد سرايا الدفاع، والذي كان مسؤولا عن مجزرة حماة عام 1982. بعد محاولة انقلاب عسكري في عام 1984، ذهب إلى المنفى في فرنسا وكان يعيش في لندن حتى عودته بالسنوات الأخيرة إلى سوريا.[29] وهو متزوج من أربع نساء: 
 أميرة الأسد، ابنة عمه[30] 
 سناء مخلوف، من عائلة زوجة حافظ [30] 
 رجا بركات، من عائلة سنية دمشقية ثرية[30] 
 لينا الشعلان، [31] أخت زوجة الملك السعودي الراحل عبد الله بن عبد العزيز آل سعود[30] 
 رفعت لديه عدد من الأولاد من هذه الزيجات، بما في ذلك:
  - ريبال الأسد، وقد عاش في الخارج منذ أن كان عمره تسع سنوات، وحاليا يقيم في الولايات المتحدة. في مقابلة في عام 2010، نفى أن يكون والده قد شارك في مذبحة حماة أو أن عائلته على صلة بعبد الحليم خدام أو غازي كنعان.[29]
  - سومر الأسد، يدعم والده بنشاط في معارضته لبشار.[30]
  - لمياء، متزوجة من علاء الفياض ابن شفيق الفياض (جنرال سوري سابق).[25][30][32]
  - مضر الأسد، متزوج من مي حيدر، ابنة المليونير السوري محمد حيدر.[33]
  - تماضر، متزوجة من معين ناصيف خيربك أيضا من قبيلة كلبية وهو على قرابة من محمد ناصيف خيربك، الذي يرتبط بشكل غير مباشر عن طريق الزواج والدم بعبد الحليم خدام، رفيق الحريري والعائلة الحمصية المؤثرة عائلة الأتاسي.[30]

### عائلة شاليش
- أخت حافظ الأسد متزوجة من عائلة شاليش. تحافظ الأسرة من خلال ابن عم الأب، الجنرال ذو الهمة شاليش على قدر كبير من النفوذ في حكومة بشار الأسد. أعضاء عائلة شاليش ينشطون أساسا في قطاعي السيارات والبناء. تفيد مصادر الحكومة الأميركية إلى أن عائلة شاليش شاركت في مجموعة واسعة من الأنشطة غير المشروعة بما في ذلك التهريب وغسيل الأموال.[34]
  - ذو الهمة شاليش (مواليد 1956)، ابن عمة بشار الأسد، وهو رئيس الأمن الرئاسي وجزء من الدائرة المقربة من قيادة حكومة بشار الأسد.[35][36] فرضت عليه عقوبات من قبل حكومة الولايات المتحدة لتوريد أسلحة لصدام حسين وحكومته.[35][37] يوم 24 حزيران عام 2011، عاقبه الاتحاد الأوروبي لتورطه في أعمال العنف ضد المتظاهرين أثناء الثورة السورية.[38]
    - آصف عيسى شاليش، ابن شقيق ذو الهمة، هو مدير SES، وهي شركة كانت متورطة في تجارة الأسلحة مع العراق وإيران.[21][32][39]
    - فراس عيسى شاليش (مواليد 1976)، كان شريكا عمه ذو الهمة شاليش في شركة للاتصالات أنشأها عام 1998 حيث أدارها لعدة سنوات في مدينة حمص، وأنشأت هذه الشركة سنترالاً خاصاً للاتصالات الخارجية ووضعت يدها على عشرات الألوف للخطوط الهاتفية في مدينة حمص، حيث جنت الملايين وأضاعت على الخزينة العامة الملايين. وبعد دخول شبكة الهاتف الخلوي إلى المنطقة الوسطى في سوريا بدأ الخلاف بين رامي مخلوف وفراس شاليش فاتخذ الرئيس بشار الأسد جانب رامي مخلوف من الخلاف وهرب على أثرها فراس شاليش إلى قبرص حيث يعمل على استثمار الأموال المسروقة من قبله ومن قبل عمومته في معامل وفنادق وعقارات في قبرص.[40]

  - رياض شاليش هو ابن عمة بشار الأسد وكان مدير منظمة البناء الحكومية مؤسسة الإسكان العسكري، التي تمكن خلال التسعينيات من استثمار مشاريعها لصالح شركته الخاصة. حقق ثروة كبيرة من صفقات البناء والمقاولات في سورية التي كانت تنطوي على المشاريع الضخمة التي تمولها دول عربية أخرى. يوم 24 حزيران عام 2011، فرض الاتحاد الأوروبي عليه عقوبات لتوفير التمويل للنظام لقمع المحتجين في الثورة السورية.[41]

### أحمد الأسد
- أحمد الأسد، كان الأخ غير الشقيق الأكبر لحافظ الأسد من زوجة علي سليمان الأولى سعدة.[42]
  - أنور الأسد،
  - هلال الأسد، كان رئيس الجمعية السورية للخيول العربية. قُتل هلال يوم 22 آذار عام 2014، في معركة لعبور الحدود مع تركيا في شمال اللاذقية.
    - سليمان الأسد، نجل هلال، اعتقل في آب 2015 بعد اتهامه بقتل عقيد خارج الخدمة في حادث تناحر على الطريق في اللاذقية.[43]

  - حائل الأسد، هو قائد الشرطة العسكرية في الفرقة المدرعة الرابعة، التي قائدها الرسمي هو اللواء علي عمار، ولكن القائد الفعلي هو ماهر الأسد. وهو أيضا مدير السجن الذي يحتفظ فيه ماهر الأسد بسجنائه خارج قانون الدولة.[42]
  - هارون الأسد، هو المسؤول البلدي في قرية القرداحة.[42]
  - دعد الأسد، متزوجة من الجنرال زهير الأسد، الذي ولد في عام 1958، وهو ابن عم بعيد. قاد زهير الأسد الفوج 90 وهي وحدة مؤلفة من حوالي 10,000 رجل، مكلّفة بحماية العاصمة.[42]
  - كرم الأسد، يقود مجموعة من الشبيحة. هو وجماعته من الشبيحة قادوا هجوم ضد الاحتجاجات السلمية خلال «ليلة القدر». أسفر الهجوم عن مقتل شخصين وجرح العشرات.[42]

### إبراهيم الأسد
- إبراهيم الأسد، كان الأخ الأكبر غير الشقيق لحافظ الأسد من زوجة علي سليمان الأولى سعدة. كان متزوجا من أم أنور التي تولت عمليات التهريب التي يقوم بها ابنها مالك.[44]
  - مالك الأسد، كان أول مهرب معروف في عائلة الأسد.[44]

بالنسبة لأشقاء حافظ الذين توفوا في وقت مبكر: بيات، بهجت وأخت غير معروفة، تقريبا لا يعرف شيئا عنهم.

## أشقاء أنيسة

### عائلة مخلوف
تنتمي عائلة مخلوف إلى قبيلة حداد العلوية، يرتبط كل من حافظ ورفعت بعائلة مخلوف من خلال الزواج. صعدت عائلة مخلوف من بدايات متواضعة لتصبح المستشار المالي لحافظ الأسد بعد أن تزوج الرئيس السابق من شقيقة مخلوف. وقد أنشأت الأسرة برئاسة محمد مخلوف إمبراطورية مالية ضخمة في قطاعات الاتصالات السلكية واللاسلكية، تجارة التجزئة، الخدمات المصرفية، توليد الطاقة، النفط والغاز. قدرت القيمة الصافية لثروة الأسرة في عام 2010 بأكثر من خمسة مليارات دولار.
- محمد مخلوف (19 تشرين الأول 1932 - 12 أيلول 2020[47][48])، حقق ثروة كبيرة، سواء من خلال إدارة الشركات المملوكة للدولة أو للقطاع الخاص[49]
  - رامي مخلوف (مواليد 1969)، رجل أعمال ثري والمالك الرئيسي لشركة الاتصالات سيريتل.[21] وفقا لصحيفة  فاينانشيال تايمز  يعتقد أنه يسيطر على ما يصل إلى 60٪ من الاقتصاد من خلال شبكة مصالحه التجارية التي تشمل الاتصالات، النفط والغاز، البناء، الخدمات المصرفية، شركات الطيران والتجزئة، وينظر إليه على أنه الذراع التجارية لحكومة الأسد.[22] وتفيد مصادر الحكومة الأميركية بأن رامي مخلوف استخدم الأجهزة الأمنية السورية وعلاقته الشخصية بالرئيس الأسد لترويع وسرقة المشاريع التجارية من رجال الأعمال الآخرين.[34] ويعتبر أغنى رجل في سورية - بثروة تبلغ قيمتها حوالي 5 مليارات دولار.[50]
  - حافظ مخلوف (1971)، هو نائب مدير إدارة المخابرات العامة ورئيس المخابرات فرع دمشق.[14][22][51][52][53] كان يعمل تحت علي مملوك، ولكنه يتمتع بتأثير أكبر بكثير بحكم قرابته بابن خاله بشار الأسد. وهو جنبا إلى جنب مع ماهر الأسد، آصف شوكت وذو الهمة شاليش، يشكلون الدائرة الداخلية لمنظومة القيادة.[35]
  - إياد مخلوف (مواليد 1973)، توأم إيهاب مخلوف، هو ضابط في إدارة المخابرات العامة. فرض الاتحاد الأوروبي عليه عقوبات لتورطه في أعمال العنف ضد السكان المدنيين خلال الثورة السورية.
  - إيهاب مخلوف (مواليد 1973)، توأم إياد مخلوف، هو نائب رئيس شركة سيريتل والقائم بأعمال بشركة لرامي مخلوف في الولايات المتحدة. فرض الاتحاد الأوروبي عليه عقوبات بسبب توفير التمويل لحكومة الأسد والسماح للعنف ضد المتظاهرين في الثورة السورية. ويشار إلى أنه مسؤولا عن وحدة القناصة التي يتم استخدامها لإطلاق النار على المحتجين في الانتفاضة.[54]
- فاطمة مخلوف، شقيقة أنيسة مخلوف.
  - عاطف نجيب، المدير السابق لمديرية الأمن السياسي في درعا.[11] فرض الاتحاد الأوروبي عليه عقوبات لتورطه في أعمال العنف ضد المتظاهرين في الثورة السورية.[22]
- عدنان مخلوف، ابن العم الأول لأنيسة، القائد السابق للحرس الجمهوري.[55]

## أبناء عمومة حافظ
- نمير الأسد، كان قد أنشأ مع رفعت الأسد في الثمانينات الشبيحة التي تسيطر على شبكات التهريب المنظمة، المتمركزة في مرفأ اللاذقية.[56]
- عدنان الأسد، كان قائد ميليشيا «سرايا الصراع» في دمشق.[57]
- محمد الأسد، قائد آخر ل"سرايا الصراع. قتل في نزاع مع شخص قوي من اجل السيطرة على منطقة القرداحة في محافظة اللاذقية، في 14 آذار 2015.[58]
- شفيق فياض، ابن عم حافظ من عمته في قرية عين العروس في جبلة. قائد الفرقة ال7 مشاة ميكانيكية 1973-1978.[59] كان أيضا قائد الفرقة المدرعة الثالثة منذ عام 1978.[60] تفيد التقارير أنه أصيب بازمة قلبية بين1991-1992 تركته عاجزا.

## أقارب آخرين
- نمير الأسد، ابن عم درجة ثانية لأبناء حافظ، قاد مليشيات الشبيحة في اللاذقية.[5]
- نزار الأسد، هو ابن عم بشار الأسد. وكان رئيس شركة نزار للوازم حقول النفط. عوقب من قبل الاتحاد الأوروبي لكونه قريباً جداً من كبار المسؤولين الحكوميين ولتمويل الشبيحة في منطقة اللاذقية.

## وصلات خارجية
- عائلة سورية الأولى, سلايت، 10 شباط 2012
- دائرة بشار الأسد الداخلية, بي بي سي، 10 أيار 2011
- قادة سوريا, استير بان، مجلس العلاقات الخارجية، 10 آذار 2006